# Flip Kowlier

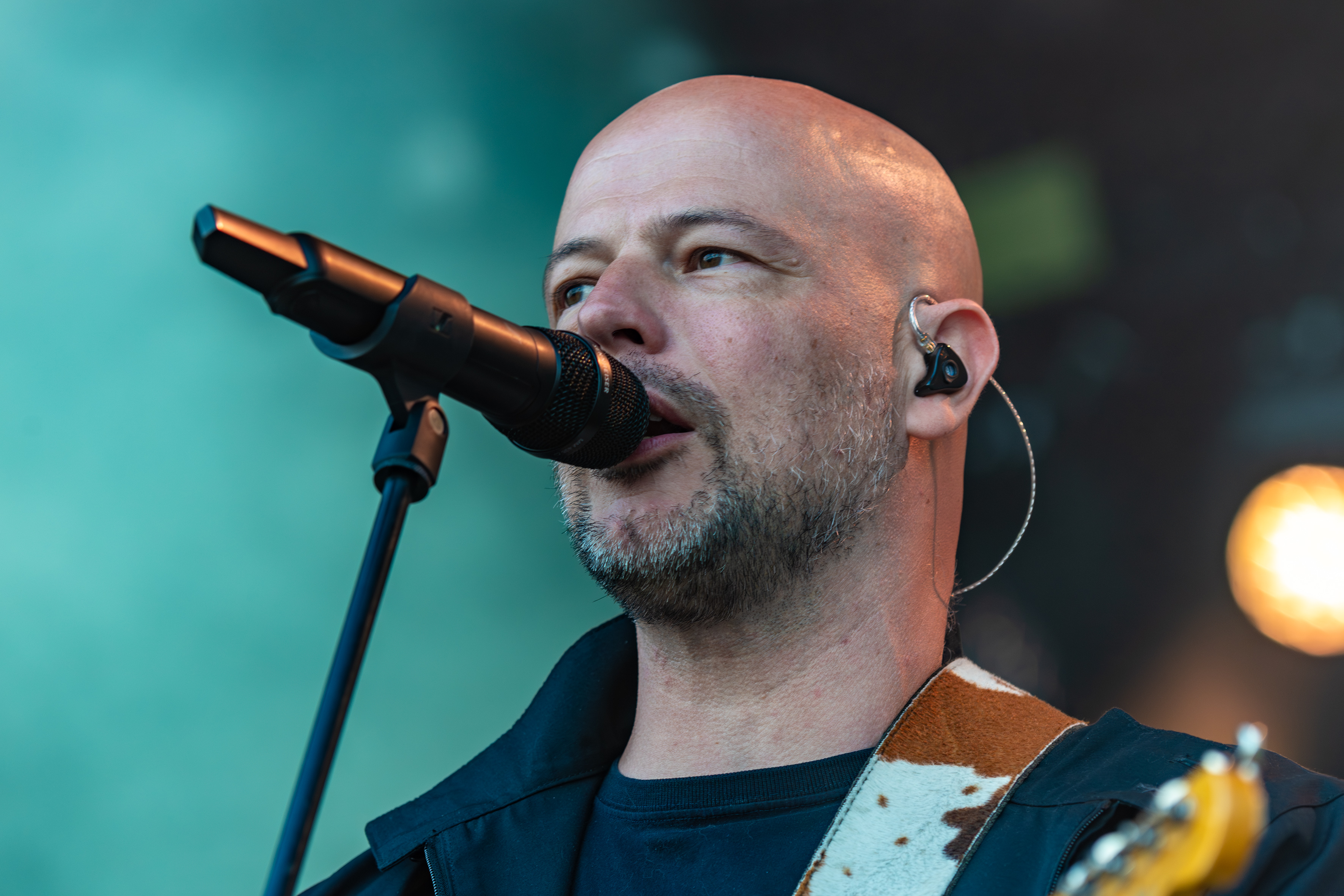
Flip Kowlier op Rock Affligem 2023

Flip Kowlier, geboren als Filip Cauwelier (Izegem, 1976), is een Vlaamse singer-songwriter, bassist en schrijver. Hij zingt en rapt in het West-Vlaams (het dialect van West-Vlaanderen). Naast zijn solocarrière is Kowlier ook lid van de West-Vlaamse hiphopgroep 't Hof van Commerce en frontman (zang, gitaar, bas) van Ertebrekers. In de jaren negentig was hij bassist in de groep My Velma.

## Loopbaan

### Muziek
Flip Kowlier begon zijn professionele muziekcarrière in de jaren negentig als bassist van My Velma, een rockgroep waar ook Jan Leyers deel van uitmaakte. De enige cd die deze band uitbracht was Exposed (1998). In 1997 richtte Kowlier, samen met Serge Buyse en Kristof Michiels, de hiphopgroep 't Hof van Commerce op, die later in heel Vlaanderen succes oogstte.
In 2001 bracht Kowlier zijn eerste soloalbum Ocharme ik uit, geproduceerd door Wouter Van Belle en verschenen bij Petrol. Het album werd in Vlaanderen bekroond met platina en bezorgde Kowlier tevens twee ZAMU-awards in de categorieën "Beste album" en "meest opvallende focus". Van de singles Welgemeende, Ik ben moe, Verkluot en Min moaten werd een videoclip gemaakt. In februari 2002 werd Ocharme ik ook uitgebracht in Nederland. Kowlier gaf zijn eerste grote optreden in de Ancienne Belgique (waar hij het voorprogramma verzorgde van Laïs) en maakte ook zijn opwachting op diverse festivals (waaronder Marktrock Leuven en Rock Werchter).
Nadat hij in 2003 actief was geweest als tekstschrijver en producer voor het debuutalbum van Idool-finalist Brahim, verscheen in 2004 Kowliers tweede album In de fik, dat na twee maanden de gouden status verwierf. De single Bjistje in min uoft betrof een duet met de eveneens West-Vlaamse Geike Arnaert van Hooverphonic. Kowlier ondernam ter promotie van dit album eveneens een theatertournee onder de titel Flip Kowlier Geblust.
Eind 2006 werkte Kowlier, samen met Michael Franti en Gabriel Rios, mee aan What's this, de benefietsingle voor de Studio Brussel-actie Music for Life. In dezelfde periode bracht hij, naar aanleiding van de release van de film Ex Drummer, tevens de cd-single De grotste lul van 't stad uit, waarvoor hij (naast de tekst, muziek en productie) ook de zang, gitaar en bas voor zijn rekening nam. De drums werden ingespeeld door Karel De Backer.
Kowliers derde cd, De man van 31, verscheen in oktober 2007 en bereikte (net als de voorganger In de fik) de tweede plaats van de Vlaamse albumlijst. Op 28 oktober 2008 werd bij het tijdschrift Humo een speciale cd van Kowlier meegeleverd, getiteld Live in de living; deze uitgave bevatte akoestische versies van eerdere hits en enkele onuitgegeven nummers.
Terwijl hij als bassist tijdelijk meespeelde in de band van Admiral Freebee, scoorde Kowlier in het voorjaar van 2010 een hit in de Ultratop 50 met de single Mo ba nin. Dit nummer was de voorloper op zijn vierde album Otoradio, dat in mei van dat jaar verscheen. De meeste nummers van dit album kennen duidelijke reggae-invloeden. Eind 2011 volgde een verzamelalbum: 10 Jaar Flip Kowlier.
In november 2013 kwam Cirque - De avonturen van W.M. Warlop uit, een conceptalbum waarop Kowlier liedjes vertolkt vanuit het oogpunt van diverse personages die betrokken waren bij een ter ziele gegaan circus. Het album werd geproduceerd door Wouter Van Belle, die de orkestpartijen en strijkersarrangementen opnam in de Abbey Road Studios in Londen. Het album stond ruim een jaar genoteerd in de Vlaamse Ultratop 200.
Sinds 2015 is Kowlier de frontman van Ertebrekers.

### Boeken
Naast zijn muzikale carrière is Flip Kowlier schrijver van verschillende kinderboeken. Hij schrijft deze, net als zijn muziekteksten, in het West-Vlaams. Zijn eerste twee boeken, Conflicten over etensresten en Kabouters bestaan, maakte hij in samenwerking met illustrator Frow Steeman, die ook het artwork van zijn eerste cd verzorgde. In 2018 schreef hij De Kestdag van Jimmy Bjin, een kerstverhaal met prenten van Suzan 't Hooft. De internationale bestseller De Gruffalo van de Britse schrijfster Julia Donaldson werd door Kowlier in 2020 naar het West-Vlaams vertaald.

### Waardering
Op donderdag 19 januari 2006 werd Kowlier gehuldigd als ereburger van de stad Izegem. Op 2 februari 2009 werd hij de laureaat van de Vlaamse Cultuurprijs voor Muziek.

## Discografie

### Albums
| Album met hitnotering(en) in de Vlaamse Ultratop 200 albums | Datum van verschijnen | Datum van binnenkomst | Hoogste positie | Aantal weken | Opmerkingen                        |
| ----------------------------------------------------------- | --------------------- | --------------------- | --------------- | ------------ | ---------------------------------- |
| Ocharme ik                                                  | 17-09-2001            | 06-10-2001            | 18              | 32           | Platina                            |
| In de fik                                                   | 08-03-2004            | 13-03-2004            | 2               | 38           | Goud                               |
| De man van 31                                               | 24-08-2007            | 01-09-2007            | 2               | 22           |                                    |
| Live In De Living                                           | 28-10-2008            | -                     | -               | -            | Verkocht met magazine HUMO 44/3556 |
| Otoradio                                                    | 17-05-2010            | 22-05-2010            | 7               | 22           |                                    |
| 10 Jaar Flip Kowlier                                        | 18-11-2011            | 26-11-2011            | 50              | 9            | Verzamelalbum                      |
| Cirque - De avonturen van W.M. Warlop                       | 19-11-2013            | 23-11-2013            | 7               | 58           |                                    |
| September                                                   | 22-04-2022            | 30-04-2022            | 11              | 9            |                                    |

### Singles
| Single met hitnotering(en) in de Vlaamse Ultratop 50 | Datum van verschijnen | Datum van binnenkomst | Hoogste positie | Aantal weken | Opmerkingen                                                    |
| ---------------------------------------------------- | --------------------- | --------------------- | --------------- | ------------ | -------------------------------------------------------------- |
| Als de zomer weer voorbij zal zijn                   | 2005                  | 01-10-2005            | tip12           | -            |                                                                |
| What's this?                                         | 2006                  | 30-12-2006            | 5               | 4            | met Michael Franti & Gabriel Rios / Nr. 9 in de Radio 2 Top 30 |
| De grotste lul van 't stad                           | 2006                  | 03-02-2007            | 20              | 8            |                                                                |
| Donderdagnacht                                       | 2007                  | 15-09-2007            | 28              | 7            | Nr. 2 in de Radio 2 Top 30                                     |
| Niemand                                              | 2008                  | 02-02-2008            | tip23           | -            |                                                                |
| El mundo kapotio                                     | 2008                  | 03-05-2008            | tip17           | -            |                                                                |
| Mo ba nin                                            | 15-03-2010            | 03-04-2010            | 30              | 11           |                                                                |
| Zwembad                                              | 02-08-2010            | 14-08-2010            | tip4            | -            |                                                                |
| Moestek duod hon                                     | 22-11-2010            | 01-01-2011            | tip36           | -            |                                                                |
| Mama (No wo homme hon?)                              | 21-03-2011            | 23-04-2011            | tip28           | -            |                                                                |
| Geboren voe te leven                                 | 03-10-2011            | 08-10-2011            | tip3            | -            | Nr. 20 in de Radio 2 Top 30                                    |
| Directeur                                            | 08-10-2013            | 23-11-2013            | 41              | 2            |                                                                |
| Detox Danny                                          | 20-01-2014            | 25-01-2014            | tip5            | -            |                                                                |
| Floske                                               | 28-04-2014            | 10-05-2014            | tip23           | -            |                                                                |
| Gent                                                 | 06-07-2014            | 26-07-2014            | tip52           | -            | met Senne Guns / Nr. 21 in de Vlaamse Top 50                   |
| Angelique zingt                                      | 12-09-2014            | 20-09-2014            | tip29           | -            | Nr. 14 in de Vlaamse Top 50                                    |
| Jinzame vinten                                       | 05-01-2015            | 10-01-2015            | tip27           | -            | Nr. 12 in de Vlaamse Top 50                                    |
| De troubadours                                       | 29-06-2015            | 29-08-2015            | 35              | 9            | met Tourist LeMC / Nr. 2 in de Vlaamse Top 50                  |
| Can't find you (Remix)                               | 10-02-2017            | 25-02-2017            | tip3            | -            | met Lady Linn                                                  |
| September                                            | 05-11-2021            | 20-11-2021            | 33              | 3            |                                                                |

### Overige nummers
- Welgemeende (fuck you)
- Min moaten
- Verkluot
- In de fik
- Bjistje in min uoft (met Geike Arnaert)
- Angelo & Angelique